# Odlewnia
Odlewnia – zakład przemysłowy (lub jego część), w którym przeprowadza się odlewanie metali. Istnieją odlewnie staliwa, żeliwa, żeliwa ciągliwego oraz metali nieżelaznych. Mogą produkować odlewy w celach usługowych lub artystycznych.

## Zakłady odlewnicze w Polsce
- Odlewnia w Koluszkach
- Odlewnia Chemar w Kielcach

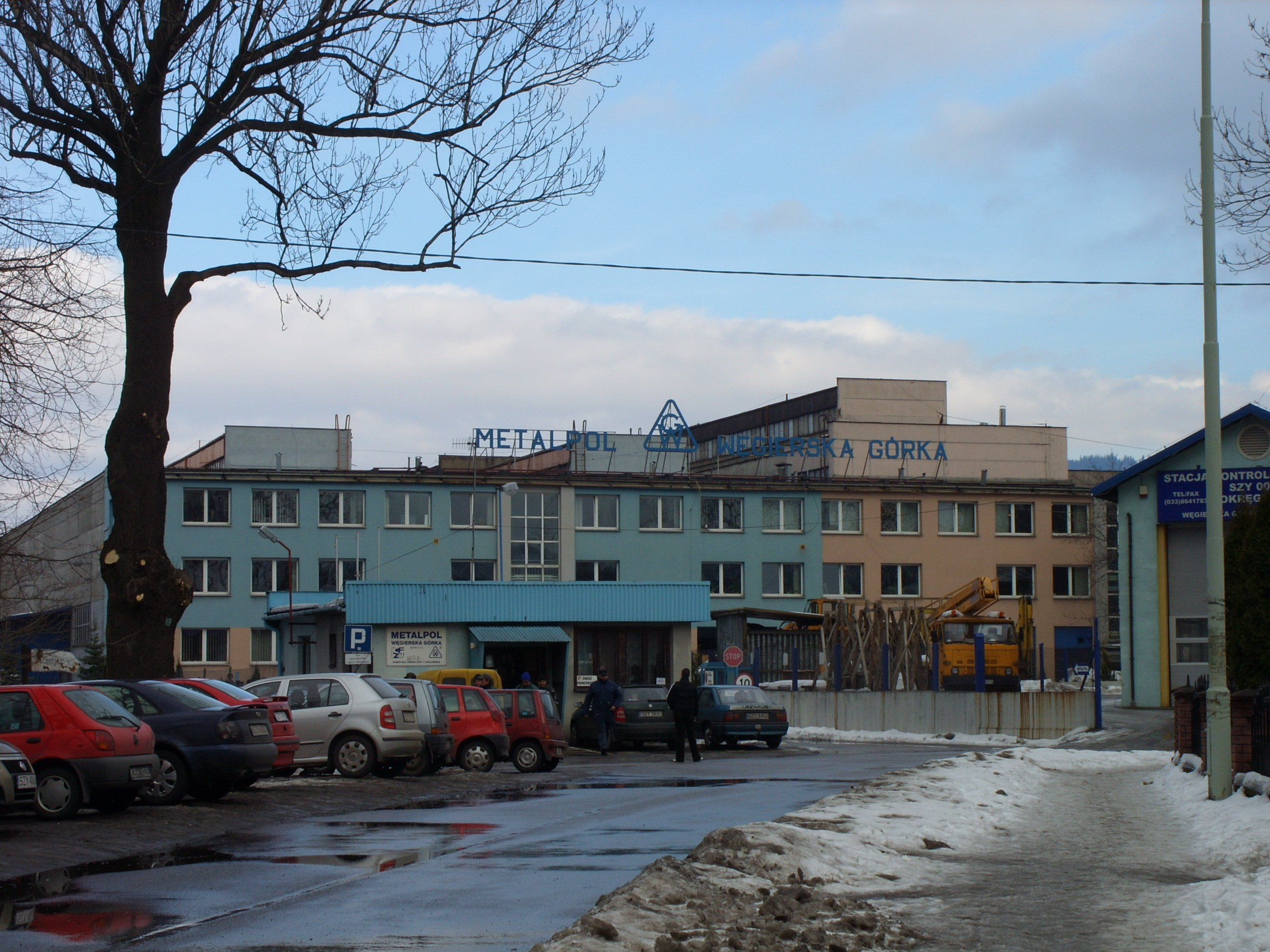
Odlewnia Metalpol w Węgierskiej Górce

- Królewska Odlewnia Żeliwa w Gliwicach
- Pomorska Odlewnia i Emaliernia
- Odlewnia Żeliwa w Zawierciu
- Odlewnia dzwonów Jana Felczyńskiego w Przemyślu
- Odlewnia dzwonów Ludwisarnia Felczyńskich w Taciszowie

### Dawne odlewnie
- Zakłady Fakora
- Specjalna Fabryka Dzwonów A. Zwoliński i S. Czerniewicz